# ProPublica
ProPublica, legalno Pro Publica, Inc., je neprofitna organizacija sa sedištem u Njujorku posvećena istraživačkom novinarstvu. ProPublica navodi da svoje istrage vodi osobljem istraživačkih novinara sa punim radnim vremenom, a dobijene priče se distribuiraju partnerima u vestima za objavljivanje ili emitovanje. U nekim slučajevima, reporteri Propublike i njenih partnera zajedno rade na priči. ProPublica se udružila sa više od 90 različitih novinskih organizacija i osvojila je nekoliko Pulicerovih nagrada.
Godine 2010, to je postao prvi onlajn izvor vesti koji je osvojio Pulicerovu nagradu; priča je zabeležila hitne odluke o životu i smrti koje su doneli iscrpljeni lekari jedne bolnice kada su bili odsečeni poplavama uragana Katrina,, i objavljena je u Njujork Tajms magazinu i vebsajtu Propublike.

## Spoljašnje veze
- Zvanični veb-sajt